# Damnable
Damnable – polska grupa muzyczna grająca muzykę z pogranicza death metalu i grindcore'a. Zespół powstał w roku 1992 w miejscowości Przysucha z inicjatywy wokalisty Yehovy, gitarzysty Andy'ego, basisty Clans i perkusisty Melona. Tego samego roku Clans objął stanowisko drugiego gitarzysty, natomiast jako basista dołączył Rolly. 
W kwietniu 1994 roku Yehovy opuścił zespół. Wokalistę zastąpił Bayn, z którym w składzie zostało zarejestrowane pierwsze demo pt. Obsession Pain. W 1996 roku grupę opuścił Clans. Stanowisko gitarzysty dodatkowo objął Bayn. Również w 1996 roku ukazał się kaseta magnetofonowa Inperdition, która ukazała się nakładem Immortal Records. W odnowionym składzie zespół odbył w styczniu 1997 roku trasę koncertową w Polsce wraz z formacją Deranged.
Tego samego roku ukazał się split Haemorrhage i Damnable. Rok później nakładem Novum Vox Mortis został wydany split The Futuristic Trial of Mankind / Atrocious Vermin. W 1999 roku ukazał się split Goat Beee.... W 2000 roku ukazał się 4-way split z Decapitated, Lost Soul i Yattering zatytułowany Polish Assault. Tego samego roku muzycy nagrali demo pt. Promo. Rok później ukazał się album Completely Devoted. W 2002 roku ukazała się kompilacja nagrań zespołu pt. Communication of Sounds. Na początku 2004 roku Rolly i Bayn odeszli z zespołu. Natomiast Andy i Melon rozpoczęli współpracę z grupą Squash Bowels.   

## Muzycy
Opracowano na podstawie materiału źródłowego.
| Ostatni znany skład zespołu - Marcin „Bayn” Rejmer – gitara elektryczna (1996-2004), śpiew (1994-2004) - Andrzej „Andy” Pakos – gitara elektryczna (1992-2004) - Mariusz „Rolly” Wiórkiewicz – gitara basowa (1992-2004) - Radek - perkusja | Byli członkowie zespołu - Yehowy – śpiew (1992-1994) - Clans – gitara basowa, gitara (1992-1996) - Krzysztof „Siwy” Bentkowski – perkusja - Mariusz „Melon” Miernik – perkusja |

## Dyskografia
Opracowano na podstawie materiału źródłowego.
- Obsession Pain (1994, demo)
- Inperdition (1996, demo)
- Haemorrhage / Damnable (1997, split)
- The Futuristic Trial of Mankind / Atrocious Vermin (1998, split)
- Goat Beee... (1999, split)
- Polish Assault (2000, split)
- Promo (2000, demo)
- Completely Devoted (2001)
- Communication of Sounds (2002, kompilacja)